# Lizardo Garrido
Lizardo Antonio Garrido Bustamante (født 25. august 1957 i Santiago, Chile) er en tidligere chilensk fodboldspiller (forsvarer).
Garrido spillede i langt størstedelen af sin karriere, samlet 15 sæsoner, for Santiago-storklubben Colo-Colo. Her var han med til at vinde hele seks chilenske mesterskaber og seks pokaltitler. Han var også i et par år tilknyttet Santos Laguna i den mexicanske liga.
Han blev i 1984 kåret til Årets fodboldspiller i Chile.
Garrido spillede desuden 44 kampe for det chilenske landshold. Han deltog ved VM i 1982 i Spanien, hvor han spillede to af sit lands tre kampe. Han var også med til at vinde bronze ved Copa América i 1991.

## Titler
Primera División de Chile
- 1981, 1983, 1986, 1989, 1990 og 1991 med Colo-Colo

Copa Chile
- 1981, 1982, 1985, 1988, 1989 og 1990 med Colo-Colo